# کالج جنگ نیروی زمینی ایالات متحده آمریکا
کالج جنگ نیروی زمینی ایالات متحده آمریکا (انگلیسی: United States Army War College) یک کالج نظامی متعلق به نیروی زمینی ایالات متحده آمریکا است، که در پادگان کارلایل، پنسیلوانیا در محوطه‌ای به وسعت ۲ کیلومتر مربع قرار دارد. کالج جنگ نیروی زمینی آمریکا در سال ۱۹۰۱ تأسیس شد و نخستین فرمانده آن سپهبد ساموئل بالدوین مارکس یانگ بود.
این کالج، آموزش در سطح تحصیلات تکمیلی را برای افسران ارشد نظامی، مقامات دولتی و غیرنظامیان ارائه می‌دهد تا آنها را برای وظایف و مسئولیت‌های رهبری ارشد آماده کند. هر ساله تعدادی از سرهنگ‌ها و سرهنگ دوم‌های نیروی زمینی توسط این کالج پذیرش می‌شوند. تقریباً ۸۰۰ دانشجو در هر زمان در این کالج شرکت می‌کنند، نیمی از آنها در یک برنامه آموزش از راه دور دو سال و نیمی دیگر در یک برنامه اقامتی تمام وقت در دانشگاه که ده ماه طول می‌کشد. پس از اتمام دوره، این کالج به فارغ‌التحصیلان خود مدرک کارشناسی ارشد در مطالعات استراتژیک اعطا می‌کند.
کالج جنگ ارتش یک مؤسسه چند منظوره است. تأکید بر تحقیق است و دانشجویان همچنین در زمینه رهبری، استراتژی و عملیات مشترک بین‌المللی آموزش می‌بینند. این دانشگاه به‌همراه کالج جنگی نیروی دریایی و کالج جنگ نیروی هوایی، ۳ کالج ارشد خدماتی در نیروهای مسلح ایالات متحده آمریکا می‌باشند. علاوه بر این، وزارت دفاع ایالات متحده نیز کالج ملی جنگ دارد.